# Blok progesteronowy
Blok progesteronowy – zjawisko fizjologiczne polegające na hamowaniu syntezy receptora oksytocyny przez progesteron co czyni mięśnie gładkie macicy mniej wrażliwe na oksytocynę. Zjawisko jest konieczne do utrzymania ciąży.